# De vrolijke valstrik
De vrolijke valstrik is een  stripverhaal uit de reeks van Jerom, uitgegeven door de Standaard Uitgeverij in 1985. Het verhaal is gebaseerd op het beroemde middeleeuwse dierdicht Van den vos Reynaerde.. 

## Locaties
- Clubhuisje van dolly, Astroid[2], planeet van Reinaard, kasteel van koning Nobel, huis van Bruin de beer, hoeve van boer Krelis, Malpertuus

## Personages
- Jerom, Dolly, kinderen, Flipje, Astrotol, koning Nobel, boodschapper van koning Nobel, gazant van de koning Belier (ram), muisjes, Tybaert de kater, wachters (honden), Bellijn (bok), vogel, Bruin de beer en zijn familie, Grimbert, boer Krelis, dieren,

## Het verhaal
Dolly vertelt de kinderen dat dieren elkaar vroeger konden verstaan en ze wil vertellen over Reinaard de vos. Ze belt die nacht aan bij Jerom en leest in een boek uit zijn boekenkast. Jerom is ook wel benieuwd en samen gaan ze naar Astrotol met de tijmtrotter. Ze zien door de telescoop hoe Roodkapje en Jacob in de hoeve van Diederik wonen, ze hebben twee kinderen en Hans is hun beste vriend. Dan zien ze de planeet van Reinaard en ontdekken dat er paniek is uitgebroken. Ze gaan naar de planeet en ontmoeten Belier en twee muisjes. Ze vertellen dat ze bang zijn voor Tybaert de kater, die het op een akkoordje heeft gegooid met de vos. Ook horen ze dat koning Nobel ziek is en ze gaan naar het kasteel, waar Jerom de koning al snel kan genezen met behulp van moderne geneeskunde. Jerom en Dolly vertellen dat ze op zoek zijn naar Reinaard, waarna Bellijn stiekem het kasteel verlaat om Tybaert te waarschuwen.
Jerom en Dolly verkennen de omgeving en vragen Bruin de beer of hij de verblijfplaats van Reinaard weet. Reinaard steelt twee kippen bij boer Krelis en eet ze op. Jerom en Dolly horen dit en komen achter de verblijfplaats van de vos. Ze komen dan Bellijn tegen, die het op een lopen zet. Jerom en Dolly lopen in een val, maar kunnen ontsnappen. Ze gaan dan naar Malpertuus en komen Bellijn tegen, die de andere dieren verzamelen zal samen met Dolly. Jerom verstopt zich in een kast in Malpertuus en hoort de plannen van Reinaard en Bellijn. Ze wachten op Tybaert, maar dan komt Grimbert hen waarschuwen: de dieren zijn in aantocht. Ze verstoppen zich in de toren, maar Jerom heeft alles gehoord en krijgt Reinaard te pakken. Tybaert, Grimbert en Bellijn bevrijden Reinaard, maar dan komen de andere dieren bij Malpertuus en de drie worden gevangen. Reinaard is ontsnapt. Dolly haalt Astrotol op met de tijmtrotter en Jerom gaat naar koning Nobel om te vertellen wat er is gebeurd. 
Astrotol betovert een knuffeldiertje en het vossenvrouwtje komt voor enkele uren tot leven. Reinaard wil indruk op haar maken. Dan lukt het Astrotol om opnieuw een betovering uit te voeren. Reinaard wordt enkele uren een knuffeldier en op deze manier overgedragen aan koning Nobel. Reinaard wordt voor het gerecht gebracht en veroordeeld tot vele jaren gevangenisstraf. Jerom en Dolly gaan naar huis en vertellen de avonturen aan de kinderen.